# Альгинат кальция
Альгина́т ка́льция (кальций альгиновокислый) — кальциевая соль альгиновой кислоты. Пищевая добавка E 404, не растворяется в воде и органических жидкостях. Химическая формула — (C12H14O12Сa)n.

## Применение
Альгиновая кислота и альгинаты применяются в пищевой промышленности и медицине.
В медицине альгинат кальция находит применение в качестве антацида.
Альгинат кальция имеет уникальный номер E404 и входит в список пищевых добавок, допустимых к применению в пищевой промышленности Российской Федерации в качестве вспомогательного средства для производства пищевой продукции. Применяется как загуститель, стабилизатор и пеногаситель при производстве мороженого и молочных продуктов, желе, в косметике, в фармации и др.